# Руслановка (Молдова)
Руслановка (рум. Ruslanovca) — село в Сорокском районе Молдавии. Наряду с сёлами Васильково и Инундены входит в состав коммуны Васильково.

## География
Село расположено на высоте 168 метров над уровнем моря.

## Население
По данным переписи населения 2004 года, в селе Руслановка проживает 199 человек (99 мужчин, 100 женщин).
Этнический состав села:
| Национальность | Число жителей | Процентный состав |
| -------------- | ------------- | ----------------- |
| молдаване      | 143           | 71.86             |
| украинцы       | 38            | 19.1              |
| русские        | 16            | 8.04              |
| цыгане         | 1             | 0.5               |
| прочие         | 1             | 0.5               |
| Всего          | 199           | 100%              |